# Лумбини
Лумбини (на санскрит: लुम्बिनी – „прекрасната“) е будистко поклонническо място в района Рупандехи в Непал.
Това е мястото, където царица Маядеви ражда Сидхарта Гаутама, който като Буда Гаутама основава будистката традиция. Буда е живял приблизително между 563 и 483 г. пр.н.е. Лумбини е сред 4-те магнетични места за поклонение, които заемат основно място в живота на Буда (останалите са в Кушинагар, Бодх Гая и Сарнатх).
Лумбини е място, където Буда е живял до 29-годишната си възраст. В Лумбини има редица храмове, включително храма Маядеви, както и други в процес на изграждане. Също така тук се намира и Пушкарини или Свещеното езеро, където майката на Буда ритуално се изкъпала преди раждането му и където той взел първата си баня, както и останките от двореца Кипалавасту. На други места в близост до Лумбини, по-рано буди, според традицията, родени, постигнали крайното пробуждане и накрая се отказали от земната си форма.

## По времето на Буда
Когато Буда бил жив Лумбини се намирало между Кипалавасту и Девадаха в Непал В Лумбини се ражда Буда.
Колона сега показва мястото на цар Ашока при посещението му в Лумбини. Според надписа върху колоната тя е поставена там от хората, които тогава са отговаряли за парка, за да увековечат посещението на Ашока и неговите дарове. Паркът преди това се казвал Руминдеи и е бил на 2 мили северно от Бхагаванпура.
В Нипата сутра се казва, че Буда е роден в селото на клана на Шакиите н Лумбинея Джанапада. Буда пребивава в Лумбинава по време на посещението си в Девадаха и там проповядва Девадаха Сутра.
- Лумбини
- Храм Мая Деви